# Deça

Localização de Deça

Deça (em castelhano: Deza) é um município da Espanha na província de Sória, comunidade autónoma de Castela e Leão, de área 118,15 km² com população de 320 habitantes (2006) e densidade populacional de 2,94 hab/km².

## Demografia
| Variação demográfica do município entre 1991 e 2004 | Variação demográfica do município entre 1991 e 2004 | Variação demográfica do município entre 1991 e 2004 | Variação demográfica do município entre 1991 e 2004 |
| --------------------------------------------------- | --------------------------------------------------- | --------------------------------------------------- | --------------------------------------------------- |
| 1991                                                | 1996                                                | 2001                                                | 2004                                                |
| 437                                                 | 393                                                 | 374                                                 | 346                                                 |